# デーヴァ・ラーヤ1世

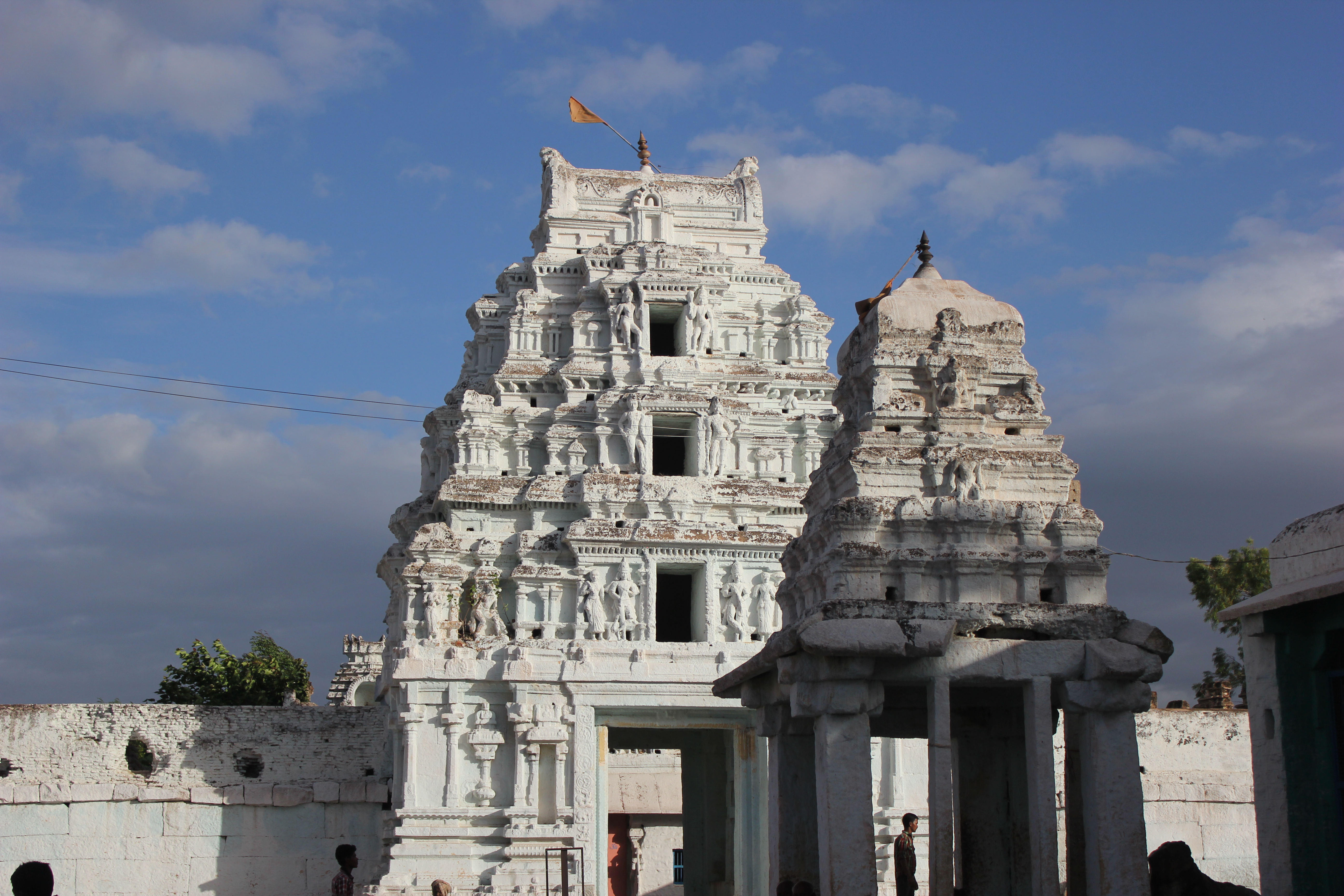
マッリカールジュナ寺院

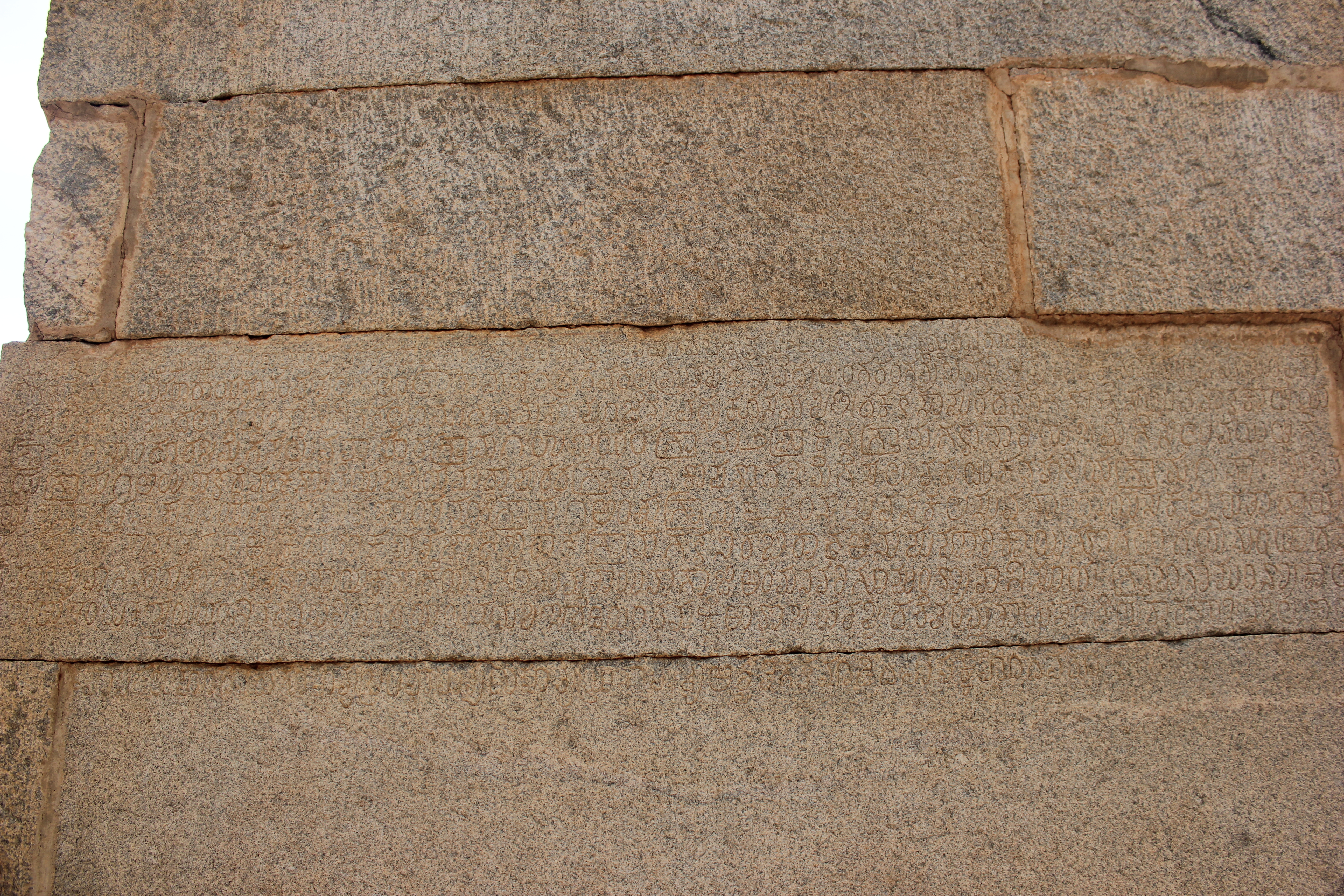
デーヴァ・ラーヤ1世の治世におけるカンナダ語の碑文（ハザーラ・ラーマ寺院）

デーヴァ・ラーヤ1世（Deva Raya I, 生年不詳 - 1422年）は、南インドのヴィジャヤナガル王国、サンガマ朝の君主（在位：1406年 - 1422年）。

## 生涯
1406年、デーヴァ・ラーヤ1世は兄ブッカ2世を追い落としてその王座を確保し、父王ハリハラ2世の死後に続いた王位継承争いは終わりを告げた。
しかし、この王位継承の争いの間にデカンのバフマニー朝が強力となり、デーヴァ・ラーヤ1世の治世はその戦いに追われた。
1414年、デーヴァ・ラーヤ1世はフィールーズ・シャー・バフマニーとの間で行われたトゥンガバトラー流域をめぐる抗争に敗れ、バフマニー朝に首都ヴィジャヤナガルまで進出された。彼は講和を結び、多額の賠償金と真珠や象を支払わなければならず、そして自分の娘をフィールーズ・シャー・バフマニーと結婚させることにし、結婚式には自ら首都ヴィジャヤナガルから出迎えた。
文化面では、父王ハリハラ2世が寺院の保護者であったように、デーヴァ・ラーヤ1世も同様で、彼の時代にはマッリカールジュナ寺院が建設されている。
1422年、デーヴァ・ラーヤ1世は死亡し、息子のラーマチャンドラ・ラーヤが王位を継承したがすぐに死亡し、別の息子ブッカ3世と孫のデーヴァ・ラーヤ2世の共同統治となった。

## 関連文献
- Dr. Suryanath U. Kamat, Concise history of Karnataka, MCC, Bangalore, 2001 (Reprinted 2002)